# 胡穎
胡穎（こ えい、507年 - 560年）は、南朝梁から陳にかけての軍人。字は方秀。本貫は呉興郡東遷県。

## 経歴
はじめ梁に仕えて武陵国侍郎や東宮直前をつとめた。南方の番禺に出征して、少数民族の俚を討った。広州西江督護の陳霸先の下について、その交州への遠征に参加した。凱旋後は西江に身を置いて、陳霸先が出兵すると胡穎が留守をつとめた。
太清2年（548年）に侯景の乱が起こると、胡穎は陳霸先の下で元景仲を討ち、蔡路養や李遷仕を平定するのに功績を挙げた。平固県令と遂興県令を歴任した。大宝2年（551年）、陳霸先が西昌に駐屯すると、胡穎は巴丘県令となり、大皋に駐屯して、食糧の輸送を監督した。陳霸先が豫章に入ると、監豫章郡をつとめた。大宝3年（552年）、陳霸先が王僧弁と白茅湾で合流して侯景を討つと、知留府事をつとめた。
同年（承聖元年）、梁の元帝により仮節・鉄騎将軍・羅州刺史に任じられ、漢陽県侯に封じられた。まもなく豫章郡内史に任じられ、陳霸先に従って京口に駐屯した。承聖2年（553年）、北斉の郭元建が合肥に侵攻してくると、胡穎は都督侯瑱の下につき、東関に戦って郭元建の軍を撃破した。承聖3年（554年）、陳霸先が広陵を包囲し、北斉の東方光が宿預で投降してくると、胡穎は五原郡太守となり、杜僧明の下で東方光を援助した。敗北を喫して撤退すると、曲阿県令に任じられた。承聖4年（555年）、馬軍を領し、陳霸先の下で王僧弁を討った。また周文育の下で呉興の杜龕を討った。同年（紹泰元年）、仮節・都督南豫州諸軍事・軽車将軍・南豫州刺史に任じられた。太平元年（556年）、持節・散騎常侍・仁威将軍の位を受けた。まもなく丹陽尹を兼ねた。
永定元年（557年）、陳が建国されると、左衛将軍を兼ねた。永定3年（559年）、侯安都の下で王琳を討ち、宮亭で常衆愛らを撃破した。文帝が即位すると、侍中・都督呉州諸軍事・宣恵将軍・呉州刺史に任じられたが、赴任せず、まもなく義興郡太守となった。天嘉元年（560年）、散騎常侍・呉興郡太守に転じた。同年6月に死去した。享年は54。侍中・中護軍の位を追贈された。諡は壮といった。
子の胡六同が後を嗣いだ。

## 伝記資料
- 『陳書』巻12 列伝第6
- 『南史』巻67 列伝第57